# Jaropolk Rostislavič
Jaropolk Rostislavič, battezzato con il nome di Basilio (in russo Рогволод Борисович?; XII secolo – Toržok, dopo il 1196), fu principe di Vladimir tra il 1174 e il 1175.
Nipote di Andrea Bogoljubskij, nel 1173 suo zio assediò Kiev nel tentativo di sottrarne il possesso a Romano Rostislavič e cederla a suo fratello Michele Jur'evič, il quale a sua volta decise di rinunciarvi in favore del fratello Vsevolod e di Jaropolk Rostislavič. Ad ogni modo il 24 marzo 1173 i fratelli di Romano respinsero la coalizione nemica capeggiata da Vsevolod e Jaropolk, li fecero prigionieri e cedettero il controllo su Kiev a Rurik Rostislavič.
Il 3 gennaio 1175 sposò una figlia di Vseslav Vasilkovič di Polack.